# Елен Алијен
Елен Фрац (рођена 1968. у Берлину) позната као Елен Алијен, немачка је музичарка, музичка продуценткиња и оснивач етикете BPitch Control.
Рођена је и одрасла на западном делу Берлина. Током 1989. живела је у Лондону, где је први пут дошла у контакт са електронском музиком. Када се вратила у родни Берлин, електронска музика је постала популарнија у Немачкој. Године 1992. постала је стални ди-џеј у неколико клубова. Године 1999. покренула је свој шоу на радио станици Kiss FM и основала издавачку кућу BPitch Control..
Први албум, Stadtkind, издала је 2001. Посвећен је граду Берлину, а она наводи културе o уједињењу Берлина као један од главних инспирација њене музике. Алијен се такође појавила на музичком документарцу Speaking In Code из 2009. године.

## Дискографија

### Албуми
- 2001. - Stadtkind (BPC021)
- 2003. - Berlinette (BPC065)
- 2004. - Remix Collection (BPC080)
- 2005. - Thrills (BPC106)
- 2006. - Orchestra of Bubbles (BPC125)
- 2008. - Sool (BPC175)
- 2010. - Dust (BPC217)
- 2013. - LISm (BPC264)